# Klub Turystów Łódź
El Klub Turystów Łódź fue un equipo de fútbol de Polonia que jugó en la Ekstraklasa, la primera división nacional.

## Historia
Fue fundado el 31 de marzo de 1889 en la ciudad de Lodz con el nombre Łódzki Oddział Towarzystwa Welocypedystów-Cyklistów como una extensión de un equipo ruso liderado por zaristas e inicialmente, los miembros de la Sociedad se ocupaban, según su nombre, solo del ciclismo, pero en 1906, probablemente, se jugó el primer partido de fútbol en Łódź. En él se enfrentaron los equipos del Klub Turystów Łódź y el Stowarzyszenia Sportowego Union, y el duelo terminó en empate 1-1.
A partir de 1911 los campeonatos oficiales de Lodz se llevaron a cabo en el sistema otoño-primavera. El Klub Turystów Łódź participó en las tres ediciones de este evento, jugando algunos partidos en su propio campo, recién construido en 1912 en Wodna Street . El equipo ocupó el segundo lugar en 1914 cuando las actividades del club tuvieron que suspenderse debido al estallido de la Primera Guerra Mundial.
En 1918 se reanudó la competición no oficial, en la que el Klub Turystów Łódź se aseguró el título de "campeones de Łódź y alrededores", y como representante de la región, disputó el primer partido interurbano con representantes de Varsovia en el período de entreguerras.
Una nueva era en la historia del club llegó después de que Polonia recuperara la independencia, por lo que en 1921 su actividad estatutaria se reanudó por completo bajo el nuevo nombre (polaco) de Klub Turystów Łódź. Un año más tarde, en cooperación con el ŁTG Siła, que antes de la guerra se convirtió en el propietario de las instalaciones en la calle Wodna, se renovó el campo.
A partir de la temporada de 1921 el Klub Turystów Łódź se unió regularmente a la competencia de clase A en Łódź, que era la ronda de ascenso para la final del campeonato de fútbol polaco. Durante varios años tuvo que reconocer la supremacía de los rivales locales, pero en 1926 ganó los partidos y se le permitió jugar la final del campeonato polaco de 1926. En su grupo (occidental) ocupó la 2.ª posición, por lo que no logró el ascenso a la final. En diciembre de 1926 estaba entre los 12 "clubes reformadores" que luchaban por establecer una liga moderna, y después de su creación en el más alto nivel, jugó durante 3 temporadas seguidas: 1927 (6.º puesto), 1928 (9.º puesto) y 1929 .(posición 13 - equivalente a descenso) en la Ekstraklasa. Durante las siguientes dos temporadas (1930 y 1931) no fue posible lograr el ascenso a la liga, por lo que a la vuelta de 1931 y 1932 se tomó la decisión de fusionarse con Unionem Łódź y crear al Union Touring Łódź, que finalmente tuvo lugar el 5 de marzo de 1932 (ese día el Klub Turystów Łódź dejó de existir formalmente).

## Palmarés
- Clase A de Lodz: 1

1926
- Campeonato de Lodz y Alrededores: 1

1918